# (9561) van Eyck
(9561) van Eyck ist ein Asteroid des Hauptgürtels, der am 19. August 1987 vom belgischen Astronomen Eric Walter Elst am La-Silla-Observatorium (IAU-Code 809) der Europäischen Südsternwarte in Chile entdeckt wurde.
Der Asteroid wurde nach dem flämischen Maler und Vertreter der altniederländischen Malerei Jan van Eyck (1395–1441) benannt, dessen berühmtestes Werk der Genter Altar ist.